# Albert Ward
Albert Ward (Londra, 9 luglio 1870 – Londra, 9 dicembre 1956) è stato un regista e sceneggiatore britannico del cinema muto.

## Biografia
Albert Ward iniziò a lavorare nel cinema negli anni dieci. Diresse nella sua carriera una quindicina di pellicole. Fu anche sceneggiatore di nove film. Come attore, gli fu affidato il ruolo da protagonista in The Life of Shakespeare, un film biografico del 1914 prodotto dalla casa di produzione londinese British & Colonial Kinematograph Company.
Ward morì a Londra nel 1956.

## Filmografia

### Regista
- When Woman Hates (1916)
- The Phantom Picture
- The Girl Who Wrecked His Home
- Queen of the Wicked
- The Pleydell Mystery
- The Female Swindler
- Queen of My Heart (1917)
- Linked by Fate (1919)
- A Member of Tattersall's (1919)
- The Last Rose of Summer (1920)
- Nance (1920)
- Aunt Rachel (1920)
- The Pride of the Fancy, co-regia di Richard Garrick (1920)
- Mr. Pim Passes by (1921)
- Stable Companions

### Sceneggiatore
- The Fallen Idol, regia di Maurice Elvey (1913)
- When Woman Hates, regia di Albert Ward (1916)
- The Phantom Picture
- The Girl Who Wrecked His Home
- Queen of the Wicked
- The Pleydell Mystery
- Linked by Fate, regia di Albert Ward (1919)
- A Member of Tattersall's, regia di Albert Ward (1919)
- Nance, regia di Albert Ward (1920)

### Attore
- The Life of Shakespeare o Loves and Adventures in the Life of Shakespeare, regia di Frank R. Growcott e J.B. McDowell (1914)